# Ereunetea curvifera
Ereunetea curvifera là một loài bướm đêm trong họ Geometridae.